# Vapenhandelsfördraget

Omröstningen i generalförsamlingen

Vapenhandelsfördraget är ett multilateralt fördrag med syfte att reglera den internationella handeln med konventionella vapen. Den årliga handeln med sådana vapen beräknas uppgå till 70 miljarder US-dollar.
Fördraget förhandlades fram vid en global konferens under överinseende av Förenta nationerna mellan den 2 och 27 juli 2012 i New York. Eftersom det inte var möjligt att nå en överenskommelse vid denna tidpunkt planerades en ny konferens hållas mellan den 18 och 28 mars 2013. Den 2 april 2013 antog FN:s generalförsamling förslaget till vapenhandelsfördrag. Fördraget har undertecknats av 130 stater och ratificerats av 111 stater. Fördraget trädde i kraft den 24 december 2014.

## Ratificeringsförfarande

### Europeiska unionen
Vapenhandelsfördraget berör till viss del exklusiva befogenheter för Europeiska unionen, vilket innebär att det är unionen och inte dess medlemsstater som har behörighet att ingå dessa delar av fördraget. Eftersom endast stater kan underteckna fördraget utfärdade Europeiska unionens råd den 27 maj 2013 ett beslut om att bemyndiga Europeiska unionens medlemsstater att i Europeiska unionens intresse underteckna vapenhandelsfördraget. Alla medlemsstater utom Bulgarien, Polen och Slovakien undertecknade fördraget den 3 juni 2013, men samtliga har sedan dess både undertecknat och ratificerat fördraget.

### Länder som ännu ej ratificerat fördraget (per 2021-22)
- Andorra
- Angola
- Bahrein
- Bangladesh
- Burundi
- Colombia
- Djibouti
- Filippinerna
- Förenade Arabemiraten
- Gabon
- Haiti
- Israel
- Kambodja
- Kiribati
- Komorerna
- Kongo-Brazzaville
- Malawi
- Malaysia
- Mongoliet
- Nauru
- Rwanda
- Singapore
- Swaziland
- Tanzania
- Thailand
- Turkiet
- Ukraina
- USA
- Vanuatu
- Zimbabwe